# Dal tramonto all'alba (singolo)
Dal tramonto all'alba è un singolo del rapper italiano Noyz Narcos e del produttore discografico Fritz da Cat, pubblicato il 1º giugno 2015 come terzo estratto dall'album in studio Localz Only.

## Descrizione
Il brano vanta la partecipazione del rapper italiano Salmo e contiene un campionamento del brano Can't Stand It No More degli Atlanta Rhythm Section.

## Video musicale
Il video, diretto da Alberto Salvucci, è stato pubblicato il 10 giugno 2015 sul canale YouTube di Noyz Narcos e Fritz da Cat.